# 薩拉托加 (明尼蘇達州)
薩拉托加（英語：Saratoga）是位於美國明尼蘇達州威諾納縣薩拉托加鎮區的一個非建制地區。

## 地理
薩拉托加所處的海拔為高於海平面327米（即1073英呎），而該地所採用的時區為UTC-6，即北美中部時區（CST）。同時該地設有夏令時間，為UTC-6調快一小時，即UTC-5（CDT）。